# 戦闘教義
戦闘教義（せんとうきょうぎ、英語: battle doctrine）とは、軍事力が戦役・作戦・戦闘・交戦にどのように寄与するかを示すものである。戦闘教義は、どのような軍事手段を用いるのか、部隊をどのように編成するのか、どこに展開するのか、そして各種兵力間でどのように協力するのかを明確にする。「統合ドクトリン」とは、多国籍軍や統合作戦において共有・整合された戦闘教義を指す。
戦闘教義は大きく三つに分類される。①攻勢ドクトリン（敵を懲罰することが目的）②守勢ドクトリン（敵の行動を拒否・阻止することが目的）③抑止ドクトリン（敵を武装解除させることが目的）。異なるドクトリンは国際政治に異なる影響を及ぼし、たとえば攻勢ドクトリンは軍拡競争や紛争につながりやすい。

## 定義
NATO による定義は下記の通り。
目標を支援するため、軍事部隊が行動を決定する際の原則。権威的ではあるが、実践においては適宜判断を要する。
1998 年のカナダ陸軍の定義は下記の通り。
戦闘教義とは、ある時点で軍が妥当と認める軍事的知識と思想を公式に表現したものであり、紛争の本質、紛争への備え、そして勝利を得るための戦い方を包含する。これは個別処方的というより一般記述的であり、実践には適宜判断が必要である。教条や手順のチェックリストを定めるものではなく、軍が「戦いについてどう考えるか」を示す権威ある指針である。そのため、軍事行動を導くに足る決定性を持ちつつ、多様な状況に適応できる柔軟性を備えるよう意図されている。
1948 年、アメリカ空軍大学の定義は下記の通り。
戦闘教義とは、戦術部隊・支援部隊を編成・訓練・装備・運用する上で不可欠な概念、原則、方針、戦術、技法、慣行および手続きである。
2016 年の米陸軍の論考での定義は下記の通り。
戦闘教義は戦術・技術・手順（Tactics, Techniques and Procedures：TTPs）で構成される。
2005 年のキングズ・カレッジ・ロンドン/統合軍指揮幕僚大学 の en:Gary Sheffield (historian) は、ジョン・フレデリック・チャールズ・フラーの1923 年の定義を下記の通り引用している。
戦闘教義とは、軍の中心理念である。
1965 年版『ソ連基礎軍事用語辞典』
戦闘教義とは、現代戦争の性質とその中での軍隊運用に関する、国家が公式に採用した科学的根拠に基づく見解体系である。（中略）戦闘教義には社会・政治的側面と軍事・技術的側面の二側面がある。社会・政治的側面は「方法論・経済的／社会的基盤・戦争の政治的目的などを含み、より決定的で安定した側面」である。他方、軍事・技術的側面は政治目標と一致しなければならず、「軍事組織の構築、軍の技術装備、訓練、作戦および戦争全体を遂行するための形態と手段の決定」を含む。

## 歴史的事例
戦闘教義の発展を理解するためにいくつかの歴史的事例を取り上げながら、それらの部隊編制、装備体系、戦闘陣形、戦闘方針を分析する方法がある。ここでは古代から中世にかけてファランクス、レギオン、カタフラクト、近世から現代にかけてテルシオ、三兵戦術、電撃戦、エアランド・バトルについて説明を行う。詳細については個々の項目を参照されたい。

### ファランクス
部隊を横隊で戦闘展開することは紀元前6世紀頃からギリシアで始まっていた。これは組織的な戦闘隊形によって戦闘力が向上することが理由である。マケドニアのファランクスは軍事史上初めて開発された戦闘教義であると考えられる。
その具体的な内容は、64人の歩兵小隊を基礎とし、2個小隊を中隊、2個中隊を大隊、4個大隊から連隊、そして4個連隊からファランクスが編制され、戦闘展開の際には正面256人が16列並ぶ密集隊形となり、右半分が軽装歩兵、左半分が重装歩兵にそれぞれ約500人の重装騎兵部隊を配された。戦闘支援としてファランクスの前衛には左右に軽騎兵を伴った弓を装備する軽歩兵部隊、さらに予備兵力としてファランクスの背後には約2000人の槍を装備する歩兵部隊が配備される。
運用する際にはファランクスの左側に位置する重装歩兵が接触と同時に防御戦闘で敵部隊を拘束し、右側に位置する軽装歩兵、及び右翼に配された騎兵部隊で打撃する。

### レギオン
ファランクスは密集隊形であるが故に指揮統制や兵力集中が行いやすいが、戦場機動が大幅に制限される問題があったことから、ローマでレギオンという新たな戦闘教義が研究開発されていた。紀元前3世紀頃までに改良が重ねられ、現代歩兵部隊の編制の基礎にもなった。
その具体的な内容は部隊は120人から160人から成る中隊を基本に、4個中隊で大隊、10個大隊で連隊を編制し、この連隊が戦闘展開する場合は第1列に十分な左右の間隔をとって10個中隊、その背後の第二列に9個中隊、さらにその背後の第3列に10個中隊を配する。この列の間の間隔も75メートルと広くとって自由に戦場機動、密集や散開ができるようにする。騎兵部隊はこのレギオンの両翼に置かれたが、その主力は重装歩兵部隊であった。

### カタフラクト
騎兵の重要性が再確認されるようになるには、5世紀における鐙などの馬具の技術躍進が必要であった。またカタパルトなどの射撃支援を行う兵器が開発されたことから歩兵部隊の密集隊形での戦闘が困難となり、そのために騎兵の攻撃に対して脆弱になった。そのために騎兵を主力とする戦闘教義が研究開発されることになった。
東ローマ帝国軍においては6世紀初期にカタフラクトが開発された。カタフラクトとは、槍騎兵と弓騎兵の機能を合わせた上で防護力を高めた、打撃力・機動力・防護力を兼ね備えた弓・槍重装甲騎兵部隊である。運用としては弓やバリスタを装備した重装歩兵部隊をまず中央に横隊で展開し、背後に予備戦力を伴って両翼にカタフラクトを配し、戦闘では歩兵部隊が射撃で防御戦闘し、カタフラクトが敵に対して包囲攻撃した。これによって騎兵と歩兵の兵力が同等になり、その重要性も大いに増した。

### テルシオ
騎兵の戦術的な価値も火器の技術躍進によって相対的に低下し、歩兵の重要性がまた認識されるようになった。テルシオは16世紀頃にスペインで開発され、欧州陸軍の戦闘教義に大きな影響を与えた。テルシオはスペイン方陣とも呼ばれ、それは研究開発された歩兵銃を装備した歩兵を数段の縦隊で配置し、装弾のたびに後列と次々に交代することによって全体の部隊の火力攻撃の発射速度を維持するという方陣のことである。この方陣には槍歩兵も含まれる。
実際の運用においては前衛に大砲三門を配置し、その両翼に騎兵を置いた。さらに主力部隊は方陣を三個並べ、その両翼にも騎兵部隊を配する。ただしこれら騎兵部隊の突撃は戦場においては小銃を装備した歩兵や陣地防御に対しては有効ではないため、有効性は側面攻撃や背後攻撃、または歩兵部隊が戦場機動する場合に限られたが、主力部隊は戦場機動に不向きであり、全体として鈍重な部隊である。

### 三兵戦術
17世紀初期、スウェーデン国王グスタフ・アドルフは銃兵や砲兵の軍事的な将来性に注目し、テルシオを大幅に改良して三兵戦術を確立した。
発射速度を向上させて銃剣を装着した小銃を装備した歩兵を六列以下の横隊を間隔を横にとって戦闘正面に対して広く配置した。騎兵部隊と砲兵部隊はこの歩兵部隊の間隔に配され、また全体としては部隊の両翼に騎兵の主力を置いた。こうして歩兵、騎兵、砲兵が共同作戦行動を行えるような戦闘教義を開発した。これは近代横隊戦術の原型であり、現代の戦闘教義にも影響を与えている。
この三兵戦術はナポレオン・ボナパルトによってより高度に高められた。

### 電撃戦
第一次世界大戦においては機関銃などを用いた強力な陣地防御が採られるようになり、横隊の展開が長大化して戦場機動は停滞するようになった。そのためハインツ・グデーリアンはジョン・フレデリック・チャールズ・フラーの『機甲戦』を研究し、強力な陣地防御を突破する戦闘教義として電撃戦を研究開発した。グデーリアンは戦闘隊形として縦隊を応用して銃弾のような形状にした銃弾陣を考案し、この銃弾陣の先端に当たる部分に戦車部隊を配置して、その背後に自動車化した歩兵部隊を追随させる陣形とした。さらに実運用においては急降下爆撃機隊による戦術的航空作戦で進攻する戦車部隊への火力支援を行わせた。これは戦車の機動力と打撃力を充分に発揮する戦闘教義であり、1940年にドイツ陸軍がフランスへ侵攻する際に用いられ成功した。